# Blau-Weiss
Blau-Weiss va ser el primer Moviment Juvenil Sionista de la història. Format a Alemanya abans de la Primera Guerra Mundial, cap al 1912, va adoptar una actitud d'educació no formal enfront dels nens de l'època. L'origen del seu nom es deu a la traducció a l'alemany de "blau" i "blanc". Blau-Weiss va adoptar una plataforma sionista oficial en la seva convenció en 1922, el moviment va promocionar una forma de vida agrícola, conduint a molts dels seus membres a establir-se als quibbutsim (granges col·lectives) a Palestina. Malgrat la seva baixa afluència d'integrants, la Tnuà Blau-Weiss posseeix una gran importància, ja que va ser el primer grup juvenil sionista existent i amb això va fixar precedents per a la futura formació de nous grups a Alemanya i la resta d'Europa, sent una peça fonamental i influent en la lluita contra l'assimilació del poble jueu.

## Origen
Es va formar amb l'objectiu que joves jueus tinguessin un espai similar al de grups scouts, dins d'un marc judeo-sionista producte de la creixent discriminació existent dins de grups escoltes no jueus a Alemanya, en conseqüència en ell, es realitzaven les típiques activitats dels grups scouts de l'època: caminades, campaments, etc.
Adherida així mateix als Wandervogel (abans que aquests adoptessin una ideologia antisemita). Els partidaris de Blau-Weiss eren els descendents dels jueus «germanitzats». S'oposaven a la pressió assimiladora que imperava en les famílies jueves de l'època, adoptant una actitud d'educació no formal enfront dels seus integrants.

## Dissolució de la Tnuà
Amb l'ascens d'Adolf Hitler al poder i la posterior aplicació de lleis i normes discriminatòries contra els jueus, el grup va ser finalitzant progressivament les seves activitats, encara que Blau-Weiss es va desmantellar en 1929, va acabar definitivament durant el trajecte de la Segona Guerra Mundial producte de la deportació total dels seus integrants a camps d'extermini nazis.